# Briar Patch (film)
Briar Patch è un film statunitense del 2003 diretto da Zev Berman.

## Riconoscimenti
Il film ha vinto il Prix SACD al Festival del cinema di Avignone e il premio speciale della giuria al WorldFest Houston.